# Die Hyperion-Gesänge
Die Hyperion-Gesänge ist ein Sammelband aus dem Jahr 2002 und umfasst die zwei Romane Hyperion (erschienen 1989) und Der Sturz von Hyperion (erschienen 1990) von Dan Simmons (englische Originaltitel der Romane: Hyperion und The Fall of Hyperion).
Die beiden Romane sind auf Deutsch bereits 1991 als Hyperion und 1993 als Das Ende von Hyperion im Heyne Verlag im Taschenbuch erschienen. Innerhalb der Science-Fiction-Literatur ordnet man Die Hyperion-Gesänge dem Genre der Space Opera zu.

## Inhalt

### Themen
Hyperion ist einer der Titanen der griechischen Sage. Zugleich ist es der Name eines weit entfernten erdähnlichen Planeten, auf dem seltsame Artefakte und zahlreiche unerklärliche Bauwerke (das Tal der Zeitgräber, das Shrike, das Labyrinth) seit ewigen Zeiten existieren. Dieser Planet wird zu einem Nexus, an dem die verschiedenen Handlungsstränge der Romane verknüpft sind.
Die Hyperion-Gesänge nehmen sich verschiedenster Themen an: Götter und Religionen, Philosophie und Dichtung, Ethik und Moral, künstliche Intelligenzen, Globalisierung, Kolonisierung, Ökologie und Zeitreisen vor dem Hintergrund einer interstellaren Gesellschaft. Durch die Kombination von zahlreichen Spannungselementen wie Weltraum- und Bodenschlachten, einer Detektivgeschichte und angereichert mit emotionalen Themen, verknüpft Simmons unterschiedlichste Elemente zu einer sehr umfassenden und dichten Science-Fiction-Vision.
Einbezogen wird das ethische Dilemma der Opferung Isaaks, die Bedeutung Gottes in einer säkularen Welt sowie Leben und Werk des englischen Dichters John Keats. Der an die Kurzgeschichte The Curious Case of Benjamin Button von F. Scott Fitzgerald erinnernde rückwärts verlaufende Alterungsprozess eines Menschen wird dabei zusätzlich in einem wichtigen Nebenstrang der Erzählung thematisiert.

### Soziopolitischer und technologischer Rahmen
Durch ein fehlgeschlagenes wissenschaftliches Experiment (Der große Fehler von Kiew) wurde die Erde in einem künstlich erzeugten schwarzen Loch vernichtet. Die Menschheit ist auf bereits kolonisierte Welten im All geflüchtet. Die meisten dieser von Menschen neu besiedelten Planeten werden durch die Regierung der Hegemonie beherrscht, die von KIs beraten wird, dem sogenannten TechnoCore. Diese künstlichen Intelligenzen sind unter anderem die Erbauer und Betreiber des Farcaster-Netzes (in das Raum-Zeit-Gefüge gestanzte Löcher für den Echtzeitpersonen- und Gütertransport  zwischen den Sternensystemen) und Erfinder der Fatline (ein Übertragungsmedium, das Kommunikation über beliebige Distanzen in Echtzeit ermöglicht). Zusätzlich verkehren zwischen den Systemen auch überlichtschnelle Schiffe, die aber angesichts der wesentlich schneller wirkenden Farcaster nur eine untergeordnete Rolle im Transport spielen.
Die Ränder der Hegemonie und die leeren Räume zwischen den Systemen bevölkern die Ousters, deren Namen auf eine zwangsweise Entfernung aus dem Machtbereich der Hegemonie anspielt. Sie sind in sogenannten Schwärmen organisiert, Ansammlungen hunderter bis tausender Raumschiffe und Asteroiden unterschiedlicher Funktion und Bauart. Die Ousters sind Menschen, die schon vor dem großen Fehler die Erde verlassen hatten und sich mit Hilfe von Genmanipulation und Nanotechnologie den unwirtlichen Bedingungen eines Lebens in der Schwerelosigkeit im Vakuum und harter Strahlung zwischen den Sternen angepasst haben. Von der Regierung der Hegemonie und vom TechnoCore werden sie als Feinde betrachtet. Es ist in der Vergangenheit bereits zu bewaffneten Auseinandersetzungen gekommen, die von beiden Seiten mit großer Grausamkeit geführt wurden.

### Handlung
Der TechnoCore hat es sich zur Aufgabe gemacht, im Rahmen seiner Höherentwicklung eine Gottheit zu kreieren, eine Höchste Intelligenz. Das erfordert die Berechenbarkeit aller Variablen der kosmischen Zusammenhänge. Auf diesem Weg sind die drei Fraktionen des TechnoCore bereits weit fortgeschritten.
Die Ratgeber des TechnoCore gelten bei der Regierung der Hegemonie als praktisch unfehlbar, was Prognosen zukünftiger Entwicklungen angeht. Eine Variable bleibt allerdings bei den Blicken in die Zukunft unbestimmbar: Die Outbackwelt Hyperion. Außerhalb des Einflussbereiches der Hegemonie gelegen, bedrohen die geheimnisvollen Zeitgräber und das in jeder Hinsicht monströse Shrike die Sicherheit des hegemonialen Konstrukts. Durch die ablaufenden, sich jeder Kontrolle entziehenden Prozesse werden alle Machtgruppen gezwungen, sich dem Planeten zuzuwenden. Es gibt Anzeichen, dass die Zeitgräber sich öffnen, ohne dass man sagen kann, was dann passieren wird. Außerdem hat das Shrike seinen angestammten Herrschaftsbereich rund um das Tal der Zeitgräber verlassen und hinterlässt seine Spuren auf dem gesamten Planeten. In dieser Phase wird ein gewaltiger Schwarm der Ousters im Anflug auf Hyperion geortet.
Zur Abwehr der drohenden Ouster-Invasion entsendet die Hegemonie eine Einsatzgruppe von FORCE in das Hyperion-System, um dort einen militärischen Farcaster zu installieren und das System de facto in die Hegemonie zu integrieren.
Da ungewiss ist, ob die Errichtung des Farcasters rechtzeitig abgeschlossen wird, wählt Regierungschefin Meina Gladstone eine zweite Option.
Seit Jahrhunderten gibt es die Tradition der Pilgerreisen zum Shrike. Eine Primzahl an Pilgern (meistens sieben) geht auf diese Reise und alle Pilger bis auf einen kommen dabei um. Dem Überlebenden gewährt das Shrike angeblich die Erfüllung eines Wunsches. Auf dieser Grundlage und mit Billigung des TechnoCore und des All-Wesens (engl. All Thing, ein interstellares Kommunikationsnetz und Diskussionsforum, das den Willen des Volkes unmittelbar und in Echtzeit ermittelt und ausdrückt; vgl. auch Althing) schickt die Regierung der Hegemonie sieben auserwählte Pilger nach Hyperion. Damit sollen zumindest aktuelle Informationen über die Geschehnisse auf Hyperion gewonnen werden.

### Erster Teil: Hyperion
Zwischen dem Prolog und dem Epilog erstreckt sich die Geschichte über sechs Kapitel. Der Erzählzeitraum der Rahmenhandlung umfasst sieben Tage. Das ist die Zeit, die die Pilger benötigen, um von einem interstellaren Transportschiff bis zu den Zeitgräbern im Herrschaftsbereich des Shrike zu reisen. Diese Reise verläuft in mehreren Etappen unter Nutzung verschiedener, tlw. exotischer Transportmittel (ein Baumschiff der Tempelritter, eine Seilbahn über das Gebirge, eine Flussbarke). Innerhalb dieses Zeitraumes erzählen die Pilger sich gegenseitig ihre Geschichte, bzw. die Geschichte der Ereignisse, die sie zur Teilnahme an der Pilgerreise motiviert hat. Simmons nutzt diesen Kniff, um das Panorama der Hegemonie-Zivilisation vor den Lesern auszubreiten.
Jede einzelne der sechs Pilgergeschichten (der siebte Pilger Het Masteen verschwindet unterwegs auf mysteriöse Weise, bevor er die Gelegenheit hat, seine Geschichte zu erzählen) bietet genug Stoff für einen eigenen Roman. Sie sind das Herzstück des Buches und umfassen die letzten 200 Jahre der Hegemonie. Sie lassen sich als historischer Abriss dieser Epoche lesen.
Die Ankunft der Pilger im Tal der Zeitgräber bildet das Ende des ersten Teils.

### Zweiter Teil: Der Sturz von Hyperion
Die Fortsetzung von Hyperion gliedert sich in drei Teile sowie einen Epilog. Die Erzählung setzt mit dem Abflug der FORCE-Flotte, der den offiziellen Beginn des Krieges zwischen der Hegemonie und den Ousters markiert, in das Hyperion-System ein.
Erzählt wird dieser zweite Band aus zwei Perspektiven. Eine ist die des Cybriden Joseph Severn, eine vom TechnoCore künstlich geschaffene Persönlichkeit. Die andere Sicht ist die der hegemonialen Präsidentin, Meina Gladstone.
Die Cybridperspektive erfüllt mehrere erzählerische Funktionen. Historisch war Severn der beste Freund von John Keats, der ihn in Rom bis zu seinem Tuberkulose-Tod betreute. Im Roman träumt der Severn-Cybrid die Träume des ihm vorangegangenen Cybriden John Keats, dessen Persönlichkeit derzeit in einer Schrönschleife im Bewusstsein seiner Geliebten Brawne Lamia abgespeichert ist und damit immer bei den Pilgern ist. So gesehen spioniert Severn für den TechnoCore und für Präsidentin Meina Gladstone die Pilger auf Hyperion aus. Außerdem ist Joseph Severn ein Alter Ego des Autors als teilnehmender Beobachter.
Die Sicht von Präsidentin Meina Gladstone eröffnet dem Leser im Laufe des Romans die wahren Motive und Pläne des TechnoCore. Es wird schnell offenbar, dass der gegenwärtige Krieg gegen die Ousters einer Verschwörung des Core entspringt. Sein Ziel ist es, die Menschheit entweder gänzlich zu vernichten, oder sie endgültig zu Mental-Sklaven im Dienste der Höchsten Intelligenz zu machen.
Während die Pilger auf Hyperion im Tal der Zeitgräber auf das Erscheinen des Shrike warten, kämpft Meina Gladstone am Regierungssitz Tau Ceti Center ihren eigenen Kampf voller List, Tücke und geheimer Pläne.
Simmons reichert die Handlung intensiv mit religiös-esoterischen und philosophischen Elementen an. Der TechnoCore muss bei seinen Versuchen, eine gottähnliche Höchste Intelligenz zu erschaffen, schließlich feststellen, dass seine HI mit einer – offenbar eher zufällig aus dem Kollektivbewusstsein der Menschheit in ferner Zukunft entstandenen – dreifaltigen menschlichen Gottheit konkurrieren muss. Simmons knüpft hier an die Ideen Teilhard de Chardins an. In der Folge versuchen beide Parteien, sich durch Manipulationen ihrer Zeitlinie in der Vergangenheit Vorteile zu verschaffen. Die Zeitgräber genauso wie das Shrike entpuppen sich schließlich als Instrumente, mit der die zukünftigen Gottheiten die Oberhand zu gewinnen versuchen.
Mit Meina Gladstones Befehl, die Farcasterportale, die als Sitz des TechnoCore ausgemacht wurden, zu zerstören, endet die Existenz der Hegemonie und der Roman. Im Epilog werden die Ereignisse auf Hyperion nach dem Zusammenbruch der Hegemonie und die Erzählstränge der einzelnen Pilger abgeschlossen.

### Figuren
Die Hauptfiguren sind zum einen die sieben Pilger:
- Het Masteen, Tempelritter und Kapitän des Baumschiffs Yggdrasil
- Martin Silenus, Dichter
- Lenar Hoyt, Pater und Paul Duré, Pater; beide tragen eine parasitäre Kruziform, die sie fast unsterblich macht
- Sol Weintraub, der Historiker-Klassizist-Philosoph, ein Spezialist für Ethik und Beschützer seiner umgekehrt alternden Tochter Rachel
- Der Konsul, ehemaliger planetarer Gouverneur des Planeten Hyperion, sympathisiert insgeheim für die Ousters
- Fedmahn Kassad, pensionierter Oberst von FORCE:Weltraum, eine militärische Legende
- Brawne Lamia, Privatdetektivin, Geliebte des Cybrid John Keats, trägt seine Persönlichkeit in einer Schrönschleife

Weitere wichtige Figuren:
- das Shrike, monströses Kriegswesen aus der Zukunft, im Buch von Anhängern der Herr der Schmerzen und von der Kirche des Shrike das Avatar genannt
- Meina Gladstone, die Präsidentin der Hegemonie
- die beiden KI-Persönlichkeitsrekonstruktionen (=Cybriden) des Dichters John Keats, genannt Johnny, und seines Freundes, des Malers Joseph Severn

## Preise
Der Roman Hyperion gewann folgende Preise:
- Hugo Award (1990)
- British Science Fiction Association Award (1991)
- Locus Award (1990), ebenfalls für Der Sturz von Hyperion (1991)

## Fortsetzung
Eine Fortschreibung der Hyperion-Gesänge stellen die Romane Endymion – Pforten der Zeit sowie Endymion – Die Auferstehung dar, die im Jahr 1997 und 1999 auf Deutsch beim Goldmann Verlag erschienen. Ein Sammelband erschien unter dem Titel Endymion im Jahr 2003 erst beim Blanvalet Verlag, dann beim Heyne Verlag.